# Scugog (Ontario)
Scugog (offiziell Township of Scugog) ist eine Verwaltungsgemeinde im Südosten der kanadischen Provinz Ontario. Das Township liegt in der Regional Municipality of Durham und hat den Status einer Lower Tier (untergeordneten Gemeinde).
Im Ortsteil Port Perry steht das alte örtliche Rathaus. Dieses bis 1873 erbaute Gebäude wurde als städtisches Mehrzweckgebäude genutzt, in dem sowohl städtische wie auch kulturelle Veranstaltungen stattfanden. Es gilt heute als von besonderem historischen Wert und wurde daher am 23. November 1984 zur National Historic Site of Canada erklärt.
Im Rahmen der Einrichtung der Regional Municipality of Durham im Jahr 1974 erfolgten auch verschieden kommunalen Umstrukturierung im damaligen „Ontario County“. Die heutige Gemeinde Scugog entstand durch den Zusammenschluss der damaligen Gemeinden „Scugog“, „Reach“ und „Cartwright“ sowie der Stadt „Port Perry“.

## Lage
Die Gemeinde umschließt den südlichen Teil des Lake Scugog und liegt am nördlichen Rand des Golden Horseshoe (Goldenen Hufeisens) bzw. in den südlichen Ausläufern des kanadischen Schildes. Die Gemeinde wird von der Hügelkette der Oak Ridges-Moräne durchzogen und liegt etwa 60 Kilometer Luftlinie nordöstlich von Toronto.
In der Gemeinde gibt es zahlreiche kleine und kleinste Ansiedlungen. Die Gemeindeverwaltung hat ihren Sitz in Port Perry, dem größten und wichtigsten Ortsteil.
Auf der Halbinsel Scugog Island umschließt das Gemeindegebiet auch mehrere Reservate (Mississaugas of Scugog Island First Nation) der First Nations, hier hauptsächlich Gruppen der Mississauga.

## Demografie
Der Zensus im Jahr 2016 ergab für die Siedlung eine Bevölkerungszahl von 21.617 Einwohnern, nachdem der Zensus im Jahr 2011 für die Siedlung eine Bevölkerungszahl von 21.569 Einwohnern ergeben hatte. Die Bevölkerung hat damit im Vergleich zum letzten Zensus im Jahr 2011 nur minimal um 0,2 % zugenommen, während der Provinzdurchschnitt bei einer Bevölkerungszunahme von 4,6 % lag. Bereits im Zensuszeitraum von 2006 bis 2011 hatte die Einwohnerzahl in der Gemeinde entgegen dem Provinzdurchschnitt nur sehr schwach um 0,6 % abgenommen, während die Gesamtbevölkerung in der Provinz um 5,7 % zunahm.

## Verkehr
Scugog wird sowohl von den in Nord-Süd-Richtung verlaufenden und hier gemeinsam geführten Kings Highway 7/Kings Highway 12 wie auch durch den in Ost-West-Richtung verlaufenden Kings Highway 7A durchquert. Weiterhin gibt es in der Gemeinde mehrere kleine Flugplätze.
Der Lake Scugog ist Teil des Trent-Severn-Wasserweg. Der See wird durch den Scugog River mit den Kawartha Lakes verbunden und von dort entweder mit der Bay of Quinte des Ontariosees oder mit der Georgian Bay des Huronsees.

## Trivia
In Scugog, bzw. in einzelnen Ortsteilen, wurden wiederholt Aufnahmen für verschiedene Filme und Serien, wie Amy und die Wildgänse, Willkommen in Mooseport oder Hemlock Grove, gedreht.

## Söhne und Töchter der Stadt
- John Ross Roach (1900–1973), Eishockeyspieler
- Emily VanCamp (* 1986), Schauspielerin